# Vero Charles Driffield
Vero Charles Driffield (ur. 7 maja 1848, zm. 14 listopada 1915 w Farnworth) – angielski chemik i fotograf. Wspólnie z F. Hurterem stworzył podstawy sensytometrii oraz skalę pomiaru światłoczułości.